# Yongjiu (sockenhuvudort i Kina, Heilongjiang Sheng, lat 47,13, long 126,01)
Yongjiu (kinesiska: 永久, 永久乡) är en sockenhuvudort i Kina. Den ligger i provinsen Heilongjiang, i den nordöstra delen av landet, omkring 160 kilometer norr om provinshuvudstaden Harbin. Antalet invånare är 16 463. Befolkningen består av 7 954 kvinnor och 8 509 män. Barn under 15 år utgör 12,0 %, vuxna 15-64 år 80 %, och äldre över 65 år 7,0 %.
Runt Yongjiu är det ganska tätbefolkat, med 155 invånare per kvadratkilometer. Närmaste större samhälle är Mingshui, 10,2 km nordväst om Yongjiu. Trakten runt Yongjiu består till största delen av jordbruksmark.
Genomsnittlig årsnederbörd är 893 millimeter. Den regnigaste månaden är juli, med i genomsnitt 282 mm nederbörd, och den torraste är januari, med 6 mm nederbörd.